# Ungesühnte Schläge
Ungesühnte Schläge (Originaltitel Żeby nie było śladów, internationaler Titel: Leave No Traces) ist ein polnisches Filmdrama von Jan P. Matuszyński, das im September 2021 bei den Internationalen Festspielen von Venedig seine Premiere feierte und im September 2021 in die polnischen Kinos kam. Der Film basiert auf dem gleichnamigen Bericht/Roman von Cezary Łazarewicz.

## Handlung
Am 12. Mai 1983 wird Grzegorz Przemyk, der Sohn der oppositionellen Dichterin Barbara Sadowska, festgenommen, von einer Polizeistreife brutal zusammengeschlagen und stirbt zwei Tage später. In Polen gilt noch das Kriegsrecht, das zuvor vom kommunistischen Regime eingeführt wurde, um die Opposition der Solidarność zu unterdrücken. Der einzige Zeuge des gewaltsamen Übergriffs der Polizei ist einer von Grzegorz' Kollegen, Jurek Popiel, der beschließt, für Gerechtigkeit zu kämpfen und auszusagen, um die Polizisten zu belasten. Der Staatsapparat, einschließlich des Innenministeriums, unterschätzt die Sache zunächst. Als jedoch 20.000 Menschen hinter Przemyks Sarg in den Straßen Warschaus marschieren, beschließen die Behörden, alle verfügbaren Mittel gegen den Zeugen und die Mutter des Verstorbenen einzusetzen, um sie einzuschüchtern und Jurek von der Aussage vor Gericht abzuhalten.

## Kriegsrecht in Polen

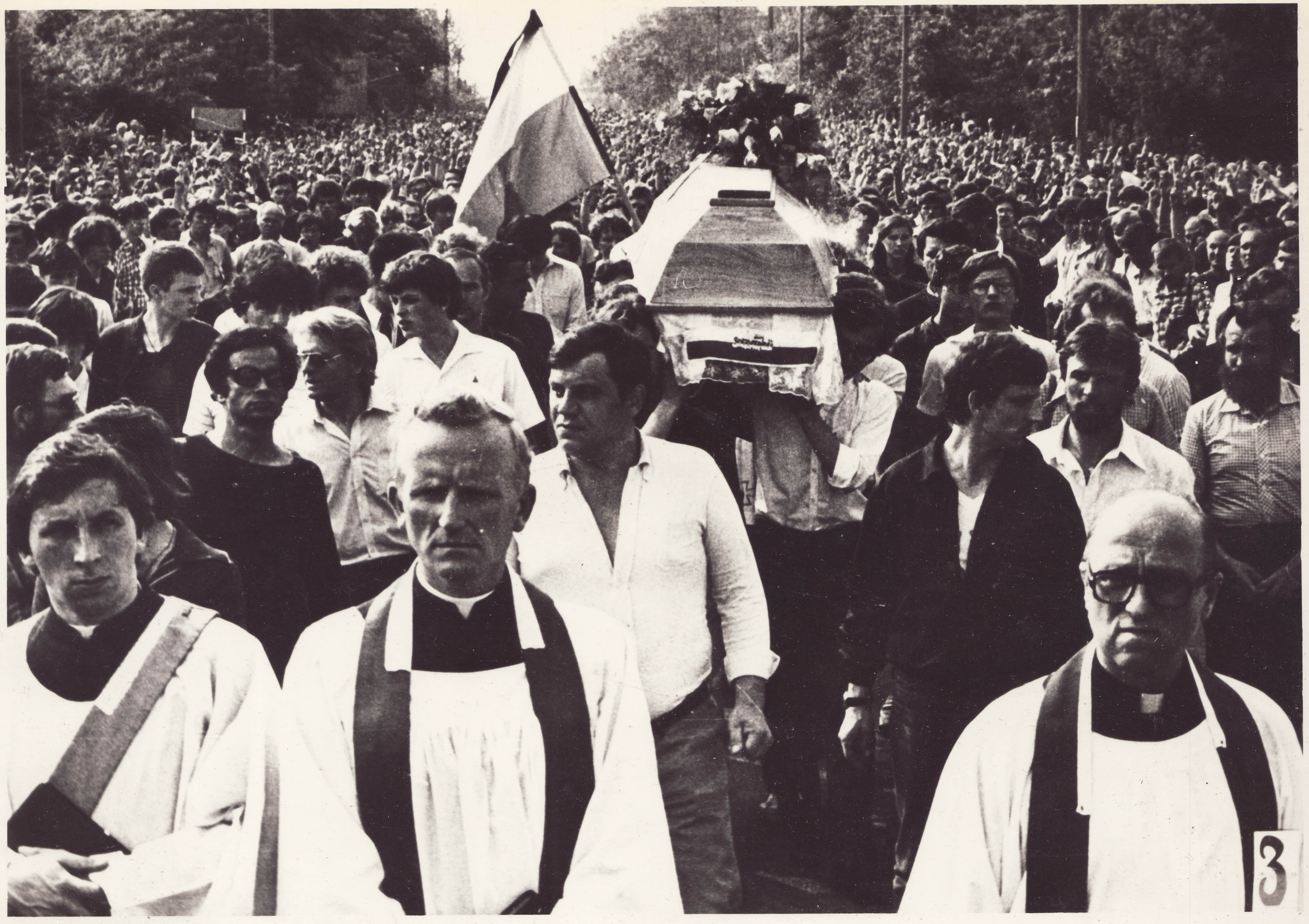
Der Trauerzug von Grzegorz Przemyk auf dem Weg von der St.-Stanislaus-Kostka-Kirche zum Powązki-Friedhof in Warschau

In der Nacht vom 12. auf den 13. Dezember 1981 rief die kommunistische Regierung der Volksrepublik Polen den Kriegszustand aus. Diese Meldung wurde um sechs Uhr morgens von den Radiostationen bekanntgegeben. Polens Staats- und Parteichef Wojciech Jaruzelski, der im Oktober 1981 als Verteidigungsminister die Macht über das Land übernommen hatte, verhängte damit das Kriegsrecht über Polen, und Einheiten der Armee und polizeiliche Sicherheitskräfte besetzten die wichtigsten strategischen Einrichtungen. Zusätzlich wurden die Grenzen geschlossen, eine Ausgangssperre verhängt und die Telefonkommunikation eingeschränkt. Ein aus Generälen bestehender Militärrat regierte fortan das Land. Am 22. Juli 1983 wurde das Kriegsrecht wieder aufgehoben. In den Jahren zuvor hatten sich die Arbeiter mit landesweiten Streiks, besonders durch die Gewerkschaftsbewegung „Solidarność“, eine gewisse Freiheit erkämpft. Diese hatte für die Verbesserung der Arbeits- und Lebensbedingungen gekämpft.
Der Roman Żeby nie było śladów von Cezary Łazarewicz aus dem Jahr 2016, auf dem der Film basiert, beschreibt anhand der Geschichte von Grzegorz Przemyk, wie es den kommunistischen Behörden gelungen war, die Spuren der Verbrechen zu verwischen und sie es versäumten, die Schuldigen zu finden und zu bestrafen. An der Beerdigung des jungen Mannes hatten Zehntausende Menschen teilgenommen, die mit zum Siegeszeichen erhobenen Händen den Sarg in völliger Stille nach Powązki trugen. In der Geschichte um Przemyk verwebt der Autor die Geschichten seiner Eltern, der Dichterin Barbara Sadowska und des Vaters Leopold. Gleichzeitig beleuchtet er in dem Roman die Hintergründe des Vorgehens der Behörden und den Einfluss, den Czesław Kiszczak, Wojciech Jaruzelski und Jerzy Urban auf die Vertuschung des Falls hatten.
Kiszczak, der damalige Innenminister der Volksrepublik Polen, sorgte dafür, dass die Anklage gegen die Polizisten, die Przemyk geschlagen hatten, fallengelassen wurde. Die Verantwortung für seinen Tod wurden einem Sanitäter und einem Arzt zugeschrieben, die zu Gefängnisstrafen verurteilt wurden. Diese Urteile wurden nach dem Fall des Eisernen Vorhangs aufgehoben und der Prozess wieder aufgenommen. Trotz der Versuche, die Schuldigen in mehreren Prozessen zu verurteilen, konnte keiner der Angeklagten für die tödlichen Schläge zur Rechenschaft gezogen werden.

## Produktion
Regie führte Jan P. Matuszyński, während Kaja Krawczyk-Wnuk Łazarewiczs Roman adaptierte. Der vom polnischen Original übernommene internationale Filmtitel Leave No Traces bezieht sich auf eine zentrale Szene, in der Grzegorz Przemyks Delinquenten von einem führenden Milizionär auf der Wache angewiesen werden, ihn in den Bauch zu treten, um sichtbare Verletzungen oder blaue Flecken zu vermeiden.
Tomasz Ziętek spielt in der Hauptrolle Grzegorz Przemyks Freund Jurek Popiel, der die Tat bezeugen kann. Sandra Korzeniak spielt Barbara Sadowska, Grzegorz' Mutter. Dieser wird von Mateusz Górski gespielt. Agnieszka Grochowska und Jacek Braciak sind in den Rollen von Jureks Eltern Grażyna und Thadeusz zu sehen. Aleksandra Konieczna spielt Wieslawa Bardon, die erste Staatsanwältin, die mit dem Fall Grzegorz Przemyk betraut wurde, und Ewelina Starejki ihre Nachfolgerin Staatsanwältin Brzozowska. Mikolaj Grabowski spielt Generalstaatsanwalt Franciszek Rusek. Robert Więckiewicz verkörpert General Czesław Kiszczak, der damals Innenminister der Volksrepublik Polen war, und Tomasz Kot seinen Berater Kowalczyk. Tomasz Dedek ist in der Rolle des Ministerpräsidenten Wojciech Jaruzelski zu sehen. Arkadiusz Brykalski spielt den Reporter Karol Malcuzynski und Aidan Hoyle dessen Chef, den BBC-Mann Kevin Ruane.
Die deutsche Untertitelung stammt von Ruth Mai.
Die Filmmusik komponierte Ibrahim Maalouf. Das Soundtrack-Album wurde Ende April 2022 von Mister Ibé als Download veröffentlicht.
Die Premiere erfolgte am 9. September 2021 bei den Internationalen Festspielen von Venedig. Ebenfalls im September 2021 wurde er beim Polnischen Filmfestival Gdynia vorgestellt und kam am 24. September 2021 in die polnischen Kinos. Im November 2021 wurde er beim Filmfestival Cottbus und beim Exground Filmfest Wiesbaden gezeigt. Ende Februar, Anfang März 2022 wurde er beim Internationalen Film Festival in Belgrad vorgestellt. Ende April 2022 wurde Leave No Traces beim Crossing Europe Filmfestival in Linz vorgestellt und feierte hier seine Österreichpremiere. Der Film fand in Deutschland keinen Verleih, wurde aber schließlich im November 2024 von arte zum Streaming angeboten.

## Rezeption

### Kritiken
Die Kritiken fielen gemischt aus. Bei Rotten Tomatoes sind 62 Prozent dieser positiv.
Kira Taszman erklärt in ihrer Kritik für den Filmdienst, Regisseur Jan P. Matuszyński erzähle das Drama meist aus der Opferperspektive, doch er benenne auch die Täter an höchster Stelle. Mit welcher Heimtücke und Kälte die Repräsentanten des in Bedrängnis geratenen autoritären Systems ihre Opponenten ausschalteten, führe der Film eindrücklich vor Augen. Robert Więckiewicz spiele den Innenminister Kiszczak als dem politischen Hauptverantwortlichen als eiskalten, skrupellosen Apparatschik, der sich innerhalb des Ministerrats gegen Widersacher durchsetzt und auch die rechtstreuen, unbestechlichen Staatsanwälte durch ihm ergebene Marionetten austauscht. Auch Schauspieler wie Tomasz Kot als Geheimdienst-Scherge oder Andrzej Chyra als Parteisekretär würden viel zum Gelingen des packenden Historiendramas beitragen. Es gelinge der Inszenierung, die bedrückende Atmosphäre in der polnischen Gesellschaft während des Kriegsrechts nachzuzeichnen. Während die jungen Männer im hellen Frühlingslicht zu Beginn des Films noch fröhlich scherzen und Pläne für ihr weiteres Leben entwerfen, zeitigten die bedrückenden Ereignisse eine ganz andere Form: „Die Bilder sind so düster wie die Orte, in denen sich die Figuren bewegen“. So glichen die polnischen Amtsstuben den Interieurs der Stasi-Zentrale in Berlin-Lichtenberg.

### Auszeichnungen
Ungesühnte Schläge wurde von Polen als Beitrag für die Oscarverleihung 2022 in der Kategorie Bester Internationaler Film eingereicht. In Folgenden weitere Nominierungen und Auszeichnungen.
Filmfestival Cottbus 2021
- Nominierung im Wettbewerb

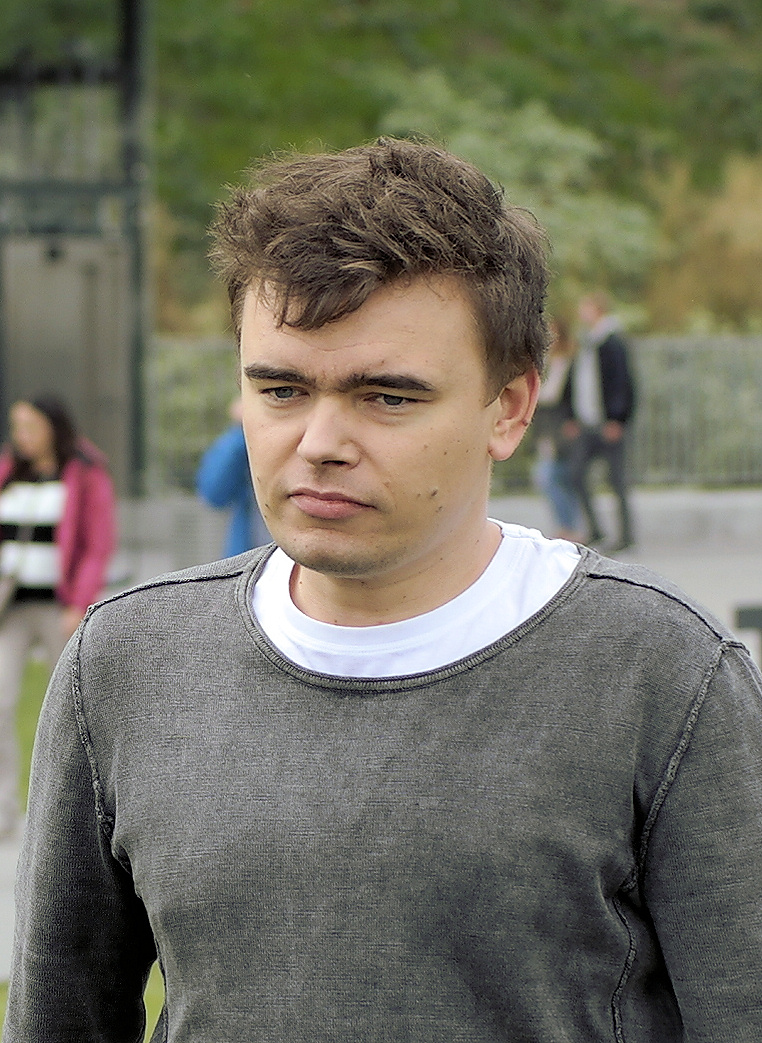
Regisseur Jan P. Matuszyński

- Auszeichnung mit dem Spezialpreis für die Beste Regie (Jan P. Matuszyński)[23][24]

Göteborg International Film Festival 2022
- Nominierung im International Competition[25]

Internationale Filmfestspiele von Venedig 2021
- Nominierung für den Goldenen Löwen[13]

Palm Springs International Film Festival 2022
- Nominierung für den FIPRESCI-Preis als Bester fremdsprachiger Film[26]

Polnisches Filmfestival Gdynia 2021
- Nominierung für den Goldenen Löwen
- Auszeichnung mit dem Silbernen Löwen (Jan P. Matuszyński)
- Auszeichnung für das Beste Szenenbild (Paweł Jarzębski)[27]

Polnischer Filmpreis 2022
- Auszeichnung als Bester Nebendarsteller (Jacek Braciak)

Taipei Film Festival 2022
- Nominierung im International New Directors Competition[28]